# Albuca virens
Albuca virens är en sparrisväxtart som först beskrevs av John Lindley, och fick sitt nu gällande namn av John Charles Manning och Peter Goldblatt. Albuca virens ingår i släktet Albuca och familjen sparrisväxter. Utöver nominatformen finns också underarten A. v. arida.